# Alicja Klasik
Alicja Klasik (Rybnik, 14 de fevereiro de 2004) é uma esgrimista polonesa.

## Carreira
No Campeonato Europeu Sub-17 de 2019, conquistou duas medalhas de bronze (individualmente e em equipe: com Zofia Janelli, Karolina Staszulonek e Kinga Zgryźniak), na mesma categoria de idade também se tornou campeã mundial individual em 2021. Na categoria sub-20, conquistou a medalha de bronze no Campeonato Europeu por equipes em 2020 (com Barbara Brych, Zofia Janelli e Gloria Klughardt), em 2021 a medalha de bronze no Campeonato Mundial por equipes (com Zofia Janelli, Kinga Zgryźniak e Gloria Klughardt), e em 2023 a medalha de ouro na equipe do Campeonato Europeu (com Cecylia Cieślik, Gloria Klughardt e Kinga Zgryźniak), medalha de ouro dos Campeonatos Mundiais em equipe (com Cecylia Cieślik, Gloria Klughardt e Kinga Zgryźniak) e medalha de prata dos Campeonatos Mundiais individualmente. Em 2023, conquistou também a medalha de prata por equipe (com Barbara Brych, Zofia Janelli e Gloria Klughardt) e a medalha de bronze individualmente no Campeonato Europeu Sub-23.
Nos Jogos Olímpicos de Verão de 2024, em Paris, conquistou a medalha de bronze na disputa de espada por equipes ao lado de Aleksandra Jarecka, Renata Knapik-Miazga e Martyna Swatowska-Wenglarczyk.